# Caroline Colombier
Caroline Colombier (geboren am 22. August 1957 in Autun, Département Saône-et-Loire) ist eine französische Politikerin. Sie ist Mitglied der Partei  Rassemblement National seit 1974. Bei der Parlamentswahl von 2022  wurde sie im 3. Wahlkreis des Département Charente zur Abgeordneten in der Nationalversammlung gewählt, Ferner ist sie seit Regionalrätin der Region Nouvelle-Aquitaine.

## Leben und Wirken

### Berufliche Laufbahn
Colombier ist Rechtsanwältin und Mitglied der Pariser Anwaltskammer. Sie war bei mehreren Unternehmen – Thomson, TNT, Lejaby und der Association française de l'aluminium – als Generalsekretärin oder Leiterin der Rechts- und Personalabteilung tätig.

### Politische Laufbahn
1974 trat sie der Front national de la jeunesse bei. 1977 kandidierte sie in Paris bei der Parlamentswahl, wurde aber nicht gewählt.
Am 19. Juni 2022 wurde sie als Abgeordnete des dritten Wahlkreises des Département Charente gewählt. Sie sitzt in der RN-Fraktion, deren stellvertretende Vorsitzende sie ist, und ist Mitglied des Ausschusses für nationale Verteidigung und Streitkräfte der Nationalversammlung.
Am 28. Juli 2022 wählte die Präsidentin der Nationalversammlung, Yaël Braun-Pivet, sie aus, um den einzigen Platz, der der Opposition in der parlamentarischen Geheimdienstdelegation (DPR) zusteht, zu besetzen.